# Абудий Рузон
Абудий Рузон (на латински: Abudius Ruso; † сл. 34) e римски сенатор и делатор по времето на император Тиберий.
През началото на 30-те години на 1 век служи в Горна Германия като легат при Гней Корнелий Лентул Гетулик (консул 26 г.). Рузон е едил, когато напада предишния си началник заради връзката му с преторианския префект‎ Сеян. След това Рузон е изгонен от Рим.